# Бругерол
Бругерол (фр. Brugairolles) насеље је и општина у јужној Француској у региону Лангдок-Русијон, у департману Од која припада префектури Лиму.
По подацима из 2011. године у општини је живело 255 становника, а густина насељености је износила 30,11 становника/km². Општина се простире на површини од 8,47 km². Налази се на средњој надморској висини од 183 метара (максималној 386 m, а минималној 184 m).

## Демографија
| 1962. | 1968. | 1975. | 1982. | 1990. | 1999. | 2011. |
| ----- | ----- | ----- | ----- | ----- | ----- | ----- |
| 252   | 267   | 221   | 199   | 207   | 196   | 255   |

График промене броја становника у току последњих година